# Franciszek Piekosiński
Franciszek Ksawery Walerian Leonard Adolf Pakosz Piekosiński, pierwotnie Piekusiński (ur. 3 lutego 1844 w Wiercanach, zm. 27 listopada 1906 w Krakowie) – polski historyk, heraldyk i prawnik, profesor UJ, członek Akademii Umiejętności.

## Życiorys

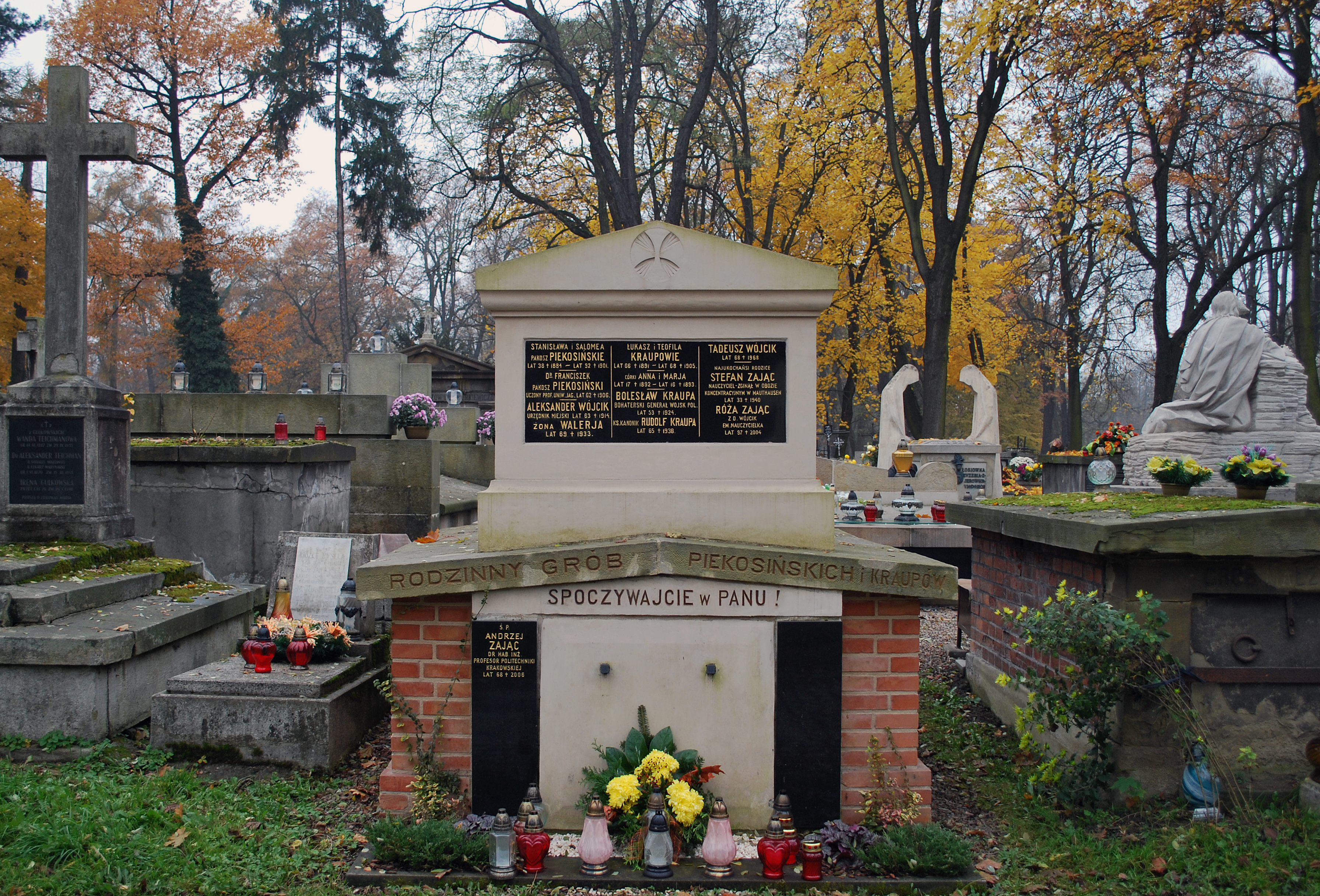
Grób Piekosińskiego na cmentarzu Rakowickim (2014)

Historyk mediewista, zasłużony w dziedzinie edycji dokumentów i pomników prawa staropolskiego. Był także badaczem heraldyki, sfragistyki, filigranistyki i numizmatyki polskiej, zwłaszcza wieków średnich. Dyrektor Archiwum Krajowego Aktów Grodzkich i Ziemskich w Krakowie.
Autor hipotezy, odrzuconej później przez niektórych historyków o runicznym pochodzeniu polskich herbów, opisuje swoje poglądy m.in. w Heraldyka polska wieków średnich. Na podstawie heraldyki ruskiej stwierdza, że skoro heraldyka ruska jest bez porównania bogatsza od heraldyki polskiej w tego rodzaju herby-runy, może to być baza wyjściowa do szczegółowego badania.
Został pochowany na cmentarzu Rakowickim w Krakowie (pas 32, wsch.).

## Dzieła
- O dynastycznem szlachty polskiej pochodzeniu, 1888
- Heraldyka polska wieków średnich. Kraków 1899.
- Rycerstwo polskie wieków średnich, 1901
- Poczet rodów szlachty polskiej wieków średnich. Rocznik Towarzystwa Heraldycznego we Lwowie. Tom II. Lwów 1911.
- Średniowieczne znaki wodne, zebrane z rękopisów w archiwach i bibliotekach polskich głównie krakowskich z XIV w., Kraków 1893
- Rycerstwo małopolskie w dobie piastowej,Kraków, 1901
- Wybór znaków wodnych średniowiecznych, Kraków 1896.
- Pieczęcie polskie wieków średnich, Kraków 1899
- Herbarz szlachty prowincyi witebskiej, Kraków, Herold polski, 1899

Wydał między innymi:
- Kodeks dyplomatyczny Małopolski, t. I – IV, Kraków 1876-1905
- Kodeks dyplomatyczny katedry krakowskiej św. Wacława, cz. I – II, Kraków 1874-1883.
- Wypisy heraldyczne z ksiąg poborowych województwa podlaskiego XVI w. Rocznik Towarzystwa Heraldycznego we Lwowie. Tom II. Lwów 1911
- Kodeks dyplomatyczny miasta Krakowa 1257 – 1506. Cz. 1-3 (wyd. i przypisami objaśnił Franciszek Piekosiński).Kraków, 1879-1882
- Kodeks dyplomatyczny Wielkopolski, Codex diplomaticus Maioris Poloniae (984 – 1444) (wyd. I. Zakrzewski i F. Piekosiński) t. 1 – 5, Poznań 1877 – 1908
- Rachunki dworu króla Władysława Jagiełły i królowej Jadwigi z lat 1388-1420 (w: "Monumenta medii aevi historica", t. 15) Kraków 1896